# 大頂院
大頂院（だいちょういん、永正13年（1516年）? - 永禄元年9月10日（1558年10月21日））は、戦国時代の女性。名は不詳。法号は大頂院光譽耀雲大姉。
相模国の戦国大名北条氏綱の娘。玉縄城城主北条綱成の正室。子に北条氏繁、沼田康元（北条氏秀）、高源院殿（北条氏規室）、浄光院殿（遠山政景の兄・遠山隼人佐室）。
墓所は神奈川県鎌倉市岩瀬にある大長寺。